# جون إس. كونواي
جون إس. كونواي (بالإنجليزية: John S. Conway)‏ هو نحات أمريكي، ولد في 1852، وتوفي في 1925.